# Bronchiolo
Il bronchiolo è una delle ultime ramificazioni dell'albero bronchiale, parte finale delle vie respiratorie inferiori, del parenchima polmonare e, quindi, dell'apparato respiratorio. In particolare vengono chiamati bronchioli tutte le ramificazioni bronchiali del bronco lobulare all'interno del lobulo polmonare.

## Ramificazioni e albero bronchiale
I bronchioli nascono dalle ramificazioni intralobulari dei bronchi lobulari che a loro volta costituiscono ramificazioni dei bronchi di second'ordine deputati alla ventilazione delle zone polmonari. Sono i bronchi di prim'ordine di numero uguale ai lobi in cui vanno poi a impegnarsi che terminano nei bronchi zonali.
Ogni bronco lobulare si ramifica all'interno del lobulo formando da 3 a 5 bronchioli terminali (detti anche bronchioli minimi) che vanno a costituire l'acino polmonare. Ciascun bronchiolo terminale, poi, termina dividendosi in due bronchioli respiratori (detti anche bronchioli alveolari) che a loro volta si dividono in condotti alveolari (che possono essere da 2 a 10). Entrambe queste strutture sono caratterizzate dall'avere lungo le pareti delle estroflessioni sferiche, gli alveoli polmonari, che si fanno sempre più numerosi procedendo distalmente; i condotti alveolari, particolarmente, hanno la parete formata esclusivamente dalla successione di alveoli. L'ultima parte delle vie respiratorie è infine costituita dalle ramificazioni dei condotti alveolari che terminano in condotti dilatati a fondo cieco e la parete occupata da alveoli detti infundiboli o sacchi alveolari.

## Struttura

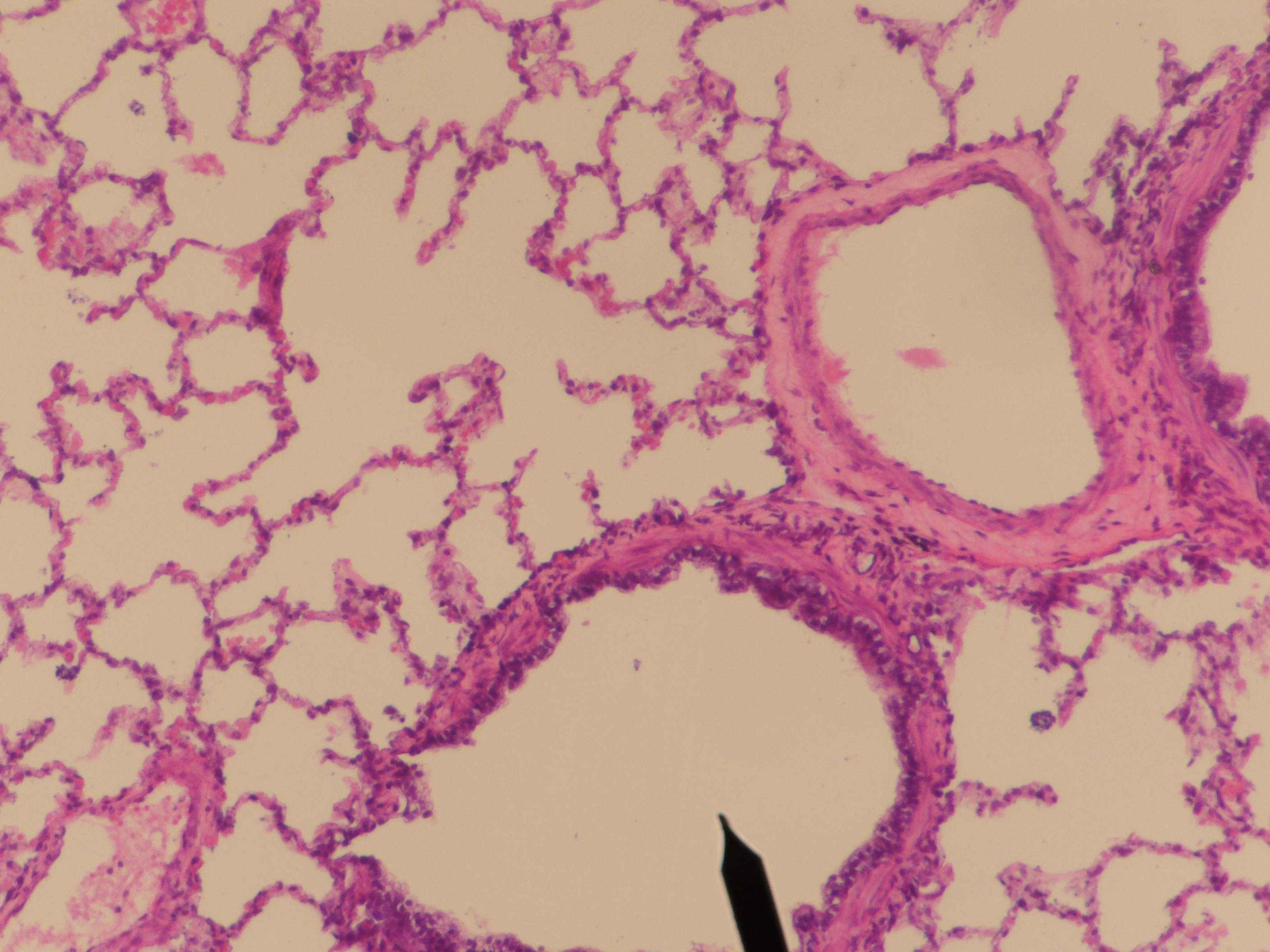
Sezione di polmone che mostra la struttura della parete dei bronchioli e degli alveoli polmonari

La struttura dei bronchioli varia man mano che ci si addentra nel polmone. Per quel che riguarda la struttura della mucosa e della sottomucosa, questa non cambia molto rispetto ai bronchi più esterni, ma la tonaca di sostegno diventa, invece, sensibilmente diversa. In particolare, gli anelli cartilaginei vanno a ridursi a piccolissimi noduli isolati (detti placche cartilaginee bronchiali). Proseguendo verso i bronchi di diametro minore, le placche spariscono e la parete diventa esclusivamente di tipo fibro-muscolare. Quando ci si addentra ancora di più, nei lobuli, anche questa componente viene meno, sostituita da una mucosa e anche la componente ghiandolare scompare.
La mucosa risulta formata da un epitelio e da una tonaca fibromuscolare che, una volta persa la componente cartilaginea, rimane costituita da fibre elastiche, collagene e da fascetti muscolari che circondano il punto di attacco dell'alveolo alla parete. Nei condotti alveolari la componente muscolare rimane solo nei colletti degli alveoli insieme con qualche fibra elastica.
L'epitelio, in particolare, è quello che subisce più variazioni:
- nei bronchi lobulari e i bronchioli terminali è cilindrico semplice cigliato, presenta cellule caliciforme mucipare e le cellule di Clara, elementi cubici che producono un secreto che rende fluido il muco presente;
- nei bronchioli respiratori è inizialmente cilindrico cigliato, ma si poi si fa cubico e senza ciglia; in ogni caso non sono più presenti cellule mucipare;
- i condotti alveolari, che hanno la parete ricoperta di alveoli, presentano nei condotti alveolari un epitelio cubico privo di ciglia che continua con l'epitelio alveolare.

## Derivazione embriologica
I bronchioli si formano dall'allungamento, sdoppiamento e allargamento dei bronchi in via di sviluppo all'interno del mesenchima splancnico. Lo sviluppo dei bronchioli e, conseguentemente degli alveoli, è fondamentale per l'inizio della produzione del surfactante che, mantenendo dilatati gli alvevoli, permette la respirazione anche a bambini non nati a termine.